# Holden Efijy

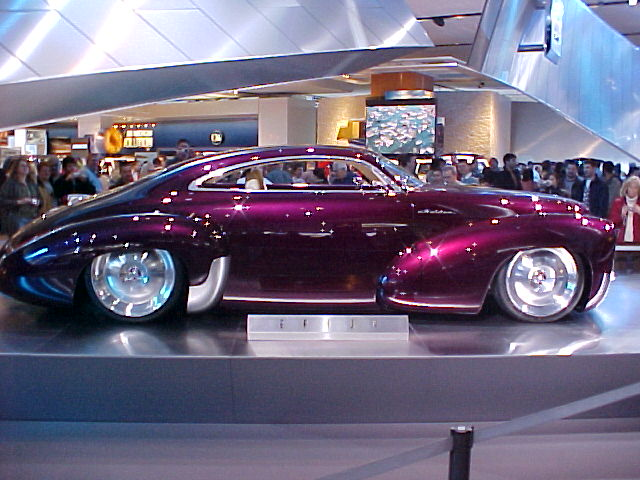
Вид сбоку

Holden Efijy — концепт-кар, выпущенный в 2005 году австралийской компанией Holden. Являлся лицензионным клоном Holden FJ.

## Описание
Holden Efijy дебютировал в 2005 году на Австралийском международном автосалоне. Его дизайн был разработан в стиле выпускавшегося с 1953 по 1956 год Holden FJ.
Автомобиль был полностью разработан и выпущен в австралийской дизайн-студии и инженерном отделе GM Holden. Куратором проекта являлся главный дизайнер Holden Ричард Ферлаццо.
Автомобиль Holden Efijy, окрашенный в цвет «Soprano Purple», сделан из алюминиевых заготовок.

## Технические характеристики
Holden Efijy основан на Chevrolet Corvette с удлинённой колёсной базой. Автомобиль оснащён 6,0-литровым двигателем LS2 с нагнетателем Roots, который развивал мощность 480 кВт (644 л. с.) при 6400 об/мин и крутящий момент 560 фунт-фут при 4200 об/мин. Привод поступает на задние колёса через четырёхступенчатую автоматическую трансмиссию 4L60E с дифференциалом повышенного трения. Выхлопная труба из нержавеющей стали увенчана алюминиевыми выхлопными наконечниками. Пневматическая подвеска опускает автомобиль при его остановке. Holden Efijy оснащён множеством электронных устройств, включая многоразовый сенсорный экран в приборной панели.

## Галерея

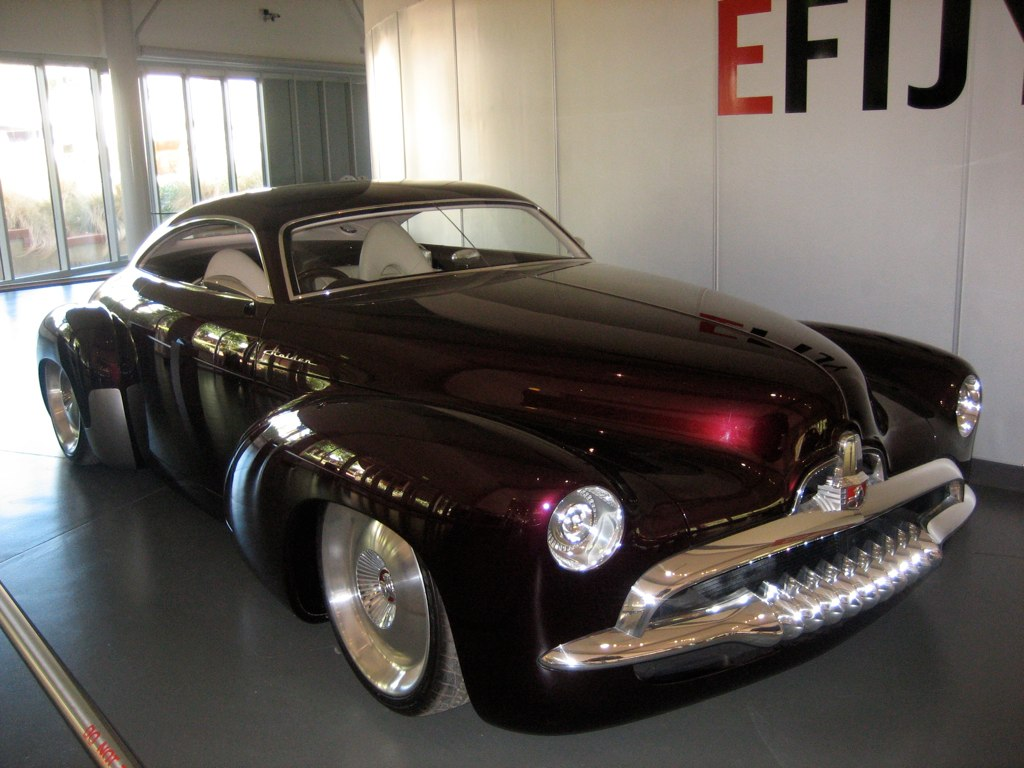
Holden Efijy в Национальном автомобильном музее (Бёрдвуд, Южная Австралия)
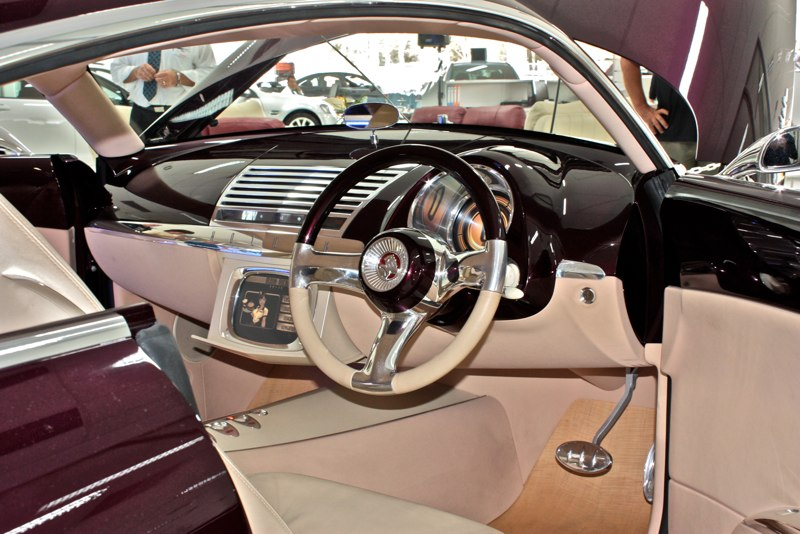
Внутренний вид Holden Efijy с раскрывающимся дисплеем
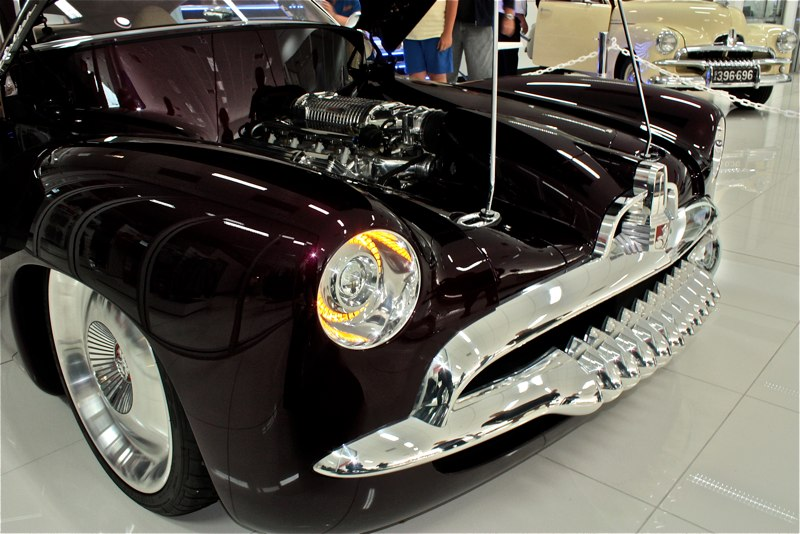
Нагнетатель Roots под капотом Efijy
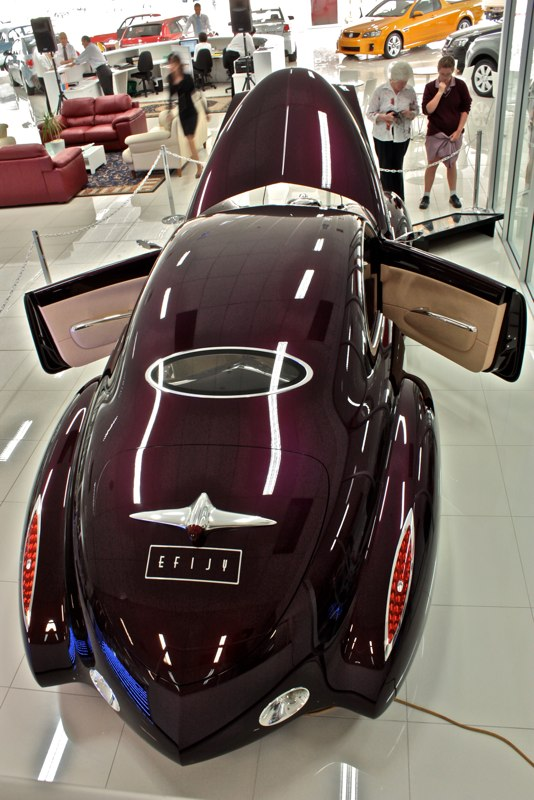
Вид сверху
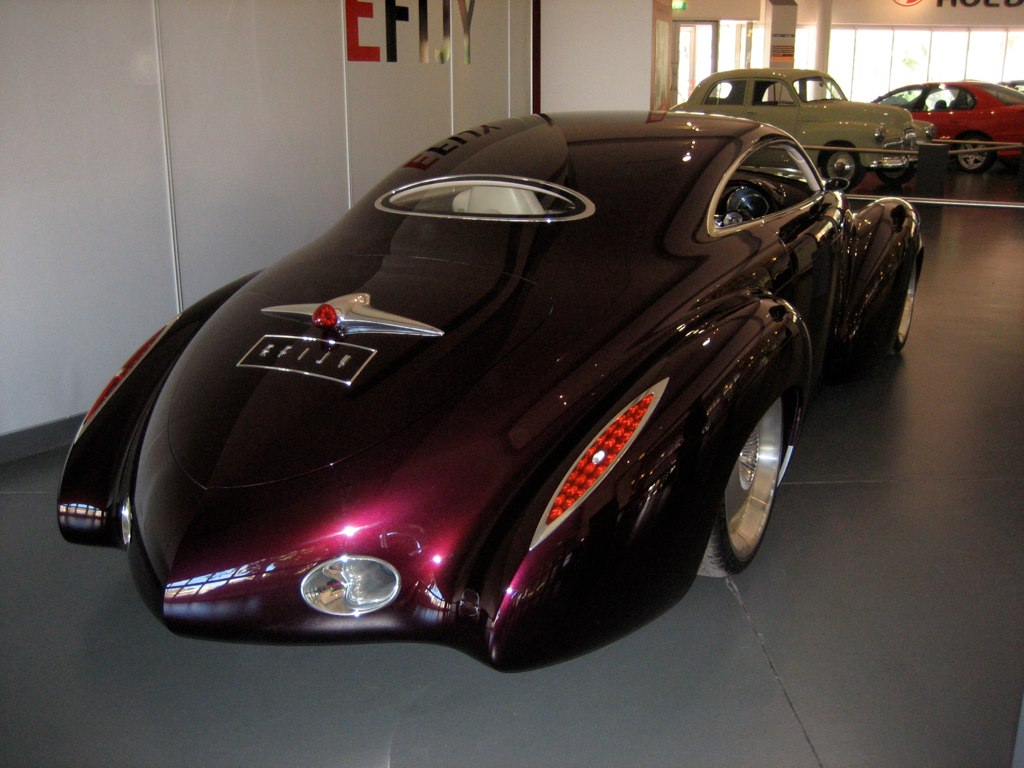
Вид сзади